# 蜡莲绣球
蜡莲绣球（学名：Hydrangea strigosa）为绣球花科绣球属下的一个种。

## 扩展阅读
- 維基物種上的相關：蜡莲绣球